# 勇者之光 純白的預言者
《勇者之光 純白的預言者》是NEC Interchannel开发的奇幻养成模拟类角色扮演游戏，游戏于2000年12月7日在PlayStation平台發售。

## 登場人物
拉比艾爾（預設名稱，可自行設定）
在天界居住在

### 勇者
斐恩·露·路克斯（Fein Lugh Lugus，聲：堀秀行）
克萊伯·聖格雷特（Clive Seingrent，聲：德山靖彥）
魯迪亞·特來亞·雷格來斯（Loudieres Tria Ragrance，聲：田中大文）
洛克·拉斯·弗羅列斯（Roch Las Flores，聲：堀川亮）
愛莉安·蒂爾娜格（Eileen Tirnanog，聲：大本真基子）
蕾拉·維格利特（Lalah Vigridr，聲：大塚瑞惠）
珍希亞（Cesia，聲：服部かりか）

### 妖精
羅剎（Rosa，聲：岩崎陽子）
弗羅林達（Florinda，聲：新千惠子）
雪莉（Shelley，聲：角田早穗）
莉莉（Lily，聲：西田裕美）
林克（Lynx，聲：間宮くるみ）
艾拉（Aquila，聲：町井美紀）
希達（Cetus，聲：龍谷修武）
黎葩（Lepus，聲：森麻衣子）

### 天界
拉斐爾（聲：青羽剛）
居住在的天使
羅結艾兒
居住在的天使
雷米艾兒
居住在的天使
迪達妮雅
妖精界的女王，居住在。
米迦勒（聲：土門仁）